# Market Bosworth
Pour l’article homonyme, voir Bosworth.
Market Bosworth est une ville et une paroisse civile du Leicestershire, en Angleterre. Au moment du recensement de 2001, elle comptait 1 906 habitants.
Elle doit sa notoriété à la bataille de Bosworth qui s'y est tenue en 1485, et au cours de laquelle Richard III fut tué, mettant fin à la dynastie Plantagenêt, et inaugurant la dynastie Tudor.

## Personnalités liées à la ville
- Richard III (1452-1485), Roi d'Angleterre mort à Market Bosworth.
- Thomas Hooker (1586-1647), fondateur de la colonie du Connecticut, a étudié à Market Bosworth.
- Le mathématicien Thomas Simpson (1710-1761) est né à Market Bosworth.
- Albert Lloyd (1871-1946), missionnaire et explorateur, né à Bosworth Terrace.